# ويليام ماكوراي
ويليام ماكوراي هو سياسي أمريكي، ولد في عقد 1810، وتوفي في 30 مايو 1868. نشط حزبياً في الحزب الديمقراطي. وقد انتخب عضو جمعية ولاية نيويورك ‏ وانتخب عضو مجلس ولاية نيويورك ‏.